# Jean-Marie Pivault
Jean-Marie Pivault, né à Arzal (Morbihan) le 23 mai 1873 et mort le 30 avril 1952 à Curepipe (Maurice), est un missionnaire spiritain, collaborateur de publications chrétiennes, fondateur des Annales catholiques.

## Biographie
Après avoir poursuivi des études de théologie chez les spiritains, il fut ordonné prêtre en 1895 et envoyé comme missionnaire au Sénégal. Atteint par la fièvre bilieuse hémoglobinurique, il quitta le pays en 1904 et fut nommé l'année suivante à l'île Rodrigues, dans l'océan Indien.
Pendant son séjour sur cette île, le père Pivault développa l'agriculture locale, ce qui lui valut d'être nommé professeur d'agriculture par le gouvernement colonial de Maurice. Il publia en 1916 un traité intitulé Pratique de la culture des légumes dans les îles de Rodrigues et de Maurice.
À partir de 1915, il résida à l'île Maurice, où il s'occupa de diverses publications, dont La Vie catholique et les Annales catholiques, dont il fut le fondateur et le principal collaborateur de 1923 à 1940 et dans lesquelles il fit paraître de nombreux documents touchant à l'histoire de l'île Maurice. On lui doit également une biographie de son prédécesseur, le père Jacques-Désiré Laval (1932).